# Ambulyx inouei
Ambulyx inouei är en fjärilsart som beskrevs av Jean-Marie Cadiou och Holloway 1989. Ambulyx inouei ingår i släktet Ambulyx och familjen svärmare. Inga underarter finns listade i Catalogue of Life.